# Jebed Selatan
Jebed Selatan is een bestuurslaag in het regentschap Pemalang van de provincie Midden-Java, Indonesië. Jebed Selatan telt 5155 inwoners (volkstelling 2010).